# 스티븐 스메일
스티븐 스메일(영어: Stephen Smale, 1930년 7월 15일 ~ )은 미국의 수학자이다. 1966년에 수학의 노벨상이라고 불리는 필즈상을 수상하였다. 그의 가장 위대하고 유명한 업적은 5차원 이상의 모든 차원에 대해서 푸앵카레 추측을 풀어낸 것이다. 이 업적을 차후 더 일반화하여, h-보충 경계 정리를 증명하기도 하였다. 그 외에 또 유명한 것은 스메일의 역설 혹은 구 뒤집기(sphere eversion)에 대한 정리이다. 즉, 구를 찢지 않고 뒤집는 방법에 대한 정리이다.

## 생애
스티븐 스메일은 미시간 대학교에서 3개의 학위를 취득하였다. 1952년에는 학사, 1953년에는 석사, 1957년에는 박사 학위를 취득했다. 대다수의 다른 필즈상 수상자들이 어린 시절부터 굉장한 천재성 때문에 주목받은 후, 결국 젊은 나이에 위대한 업적으로 필즈상을 수상한 것에 반해, 스메일은 거의 그 정반대의 학생이었다. 학창 시절에 그가 수학에서 위대한 업적을 남길 것이라고 주목한 사람들은 거의 없었는데, 예를 들어서 미시간 대학교에서 학부생일 시절에 수학 전공 과목에서조차 아주 많은 수의 교과목에서 B학점, C학점을 받았고, 박사 과정도 다른 학생들보다 학위 과정이 오래 걸릴 정도였었다. 그의 성공은 그의 끈질긴 노력과 다른 사람들의 자신에 대한 평가에도 아랑곳하지 않고, 꾸준히 자신의 관점을 밀고 나가는 뚝심에 기인한 것으로 여겨지고 있다. 그리고 그는 자신의 관점 덕분에, 일본의 수학자 히로나카 헤이스케와 함께 노력파 수학자로도 유명하다.
스티븐 스메일의 박사 학위 취득 후 초기에는, 수학 7대 난제 중 한 문제인 푸앵카레의 추측에 대해서 연구하는 도중에 그가 자신의 일하는 습관에 대해서 이곳, 저곳에 말한 발언 때문에 여러 가지 논란을 불러 일으키기도 했다. 이 때문에 미국 과학 재단(NSF)에서는 이것을 문제 삼아서 그의 연구비 지원을 중단하기도 하였다.(물론, 연구비 중단과 상관없이 그는 문제를 결국 풀었고, 그 업적으로 필즈상을 수상하였다.)
또한, 그는 여러 가지 사회 운동과 정치 활동에도 아주 활발하게 참여하였는데, 그 중에서도 한 가지는 자유 언론 운동 등이 있었다. 이 때문에 한때 미국 하원 반미 활동 조사 위원회(House Un-American Acitvies Committee)의 소환장을 받기도 하였다.
위상수학에서 많은 족적들을 남긴 후, 그는 혼돈이론을 연구하는 동역학계에 대한 공부로 관심을 돌렸는데, 이 분야에서도 그는 많은 업적을 남겼으며, 또 주요한 연구 프로젝트들을 만들어 내어 많은 다른 수학자들이 할 일을 남겨 놓았다. 스메일 편자(Smale horseshoe)는 이 분야에서 남긴 중요한 예제 중의 하나이다. 그 외에도 수리경제학에서 많은 업적이 있다.
1998년에 21세기에 풀릴 만한 18개의 가장 중요하다고 생각하는 수학 문제들의 목록을 작성하였다. 이것은 20세기 초에 만들어진 다비트 힐베르트의 힐베르트의 문제들에 비견할 만하다. 물론, 스메일의 문제들의 목록에는 힐베르트의 문제들 중 아직 풀리지 않은 야코비 가설이나 리만 가설도 포함된다.
현재는 시카고 대학교에 위치한 도요타 기술원(Toyota Technical Institute)의 교수이고, 시카고 대학교 수학과에도 겸직교수로 있다.

## 같이 보기
- 라울 보트
- 푸앵카레 추측
- 필즈상
- 히로나카 헤이스케